# Hydrokinon
Hydrokinon (även 1,4-dihydroxybensen och bensen-1,4-diol) är en aromatisk diol och har den kemiska formeln C6H4(OH)2.

## Historia
Hydrokinon framställdes första gången 1844 av den tyske kemisten Friedrich Wöhler genom torrdestillation av kinasyra. Resultatet blev en blandning som förutom bensen, bensoesyra och salicylsyra innehöll ett dittills okänt ämne som fick namnet hydrokinon.

## Förekomst
Hydrokinon bildas och lagras i en körtel i bakkroppen på bombarderbaggen. En annan körtel innehåller väteperoxid. När baggen känner sig hotad sprutar den ut vätskorna i en hålighet i bakkroppen som innehåller enzymet katalas som gör att vätskorna reagerar med varandra. Resultatet blir en över 100 °C varm dusch av bensokinon. Baggen kan rikta strålen åt olika håll och avfyra den med häpnadsväckande precision.

## Användning
Ämnet används i fotografiska framkallningsvätskor för att reducera silverhalider till rent silver.
Inom medicinsk behandling används hydrokinon ibland för att bleka hud, till exempel iögonfallande födelsemärken. Kosmetisk användning av hydrokinon är förbjudet i europeiska unionen. Det kan dock skrivas ut på recept av specialistläkare. 